# Eleccions regionals de Friül-Venècia Júlia de 2003

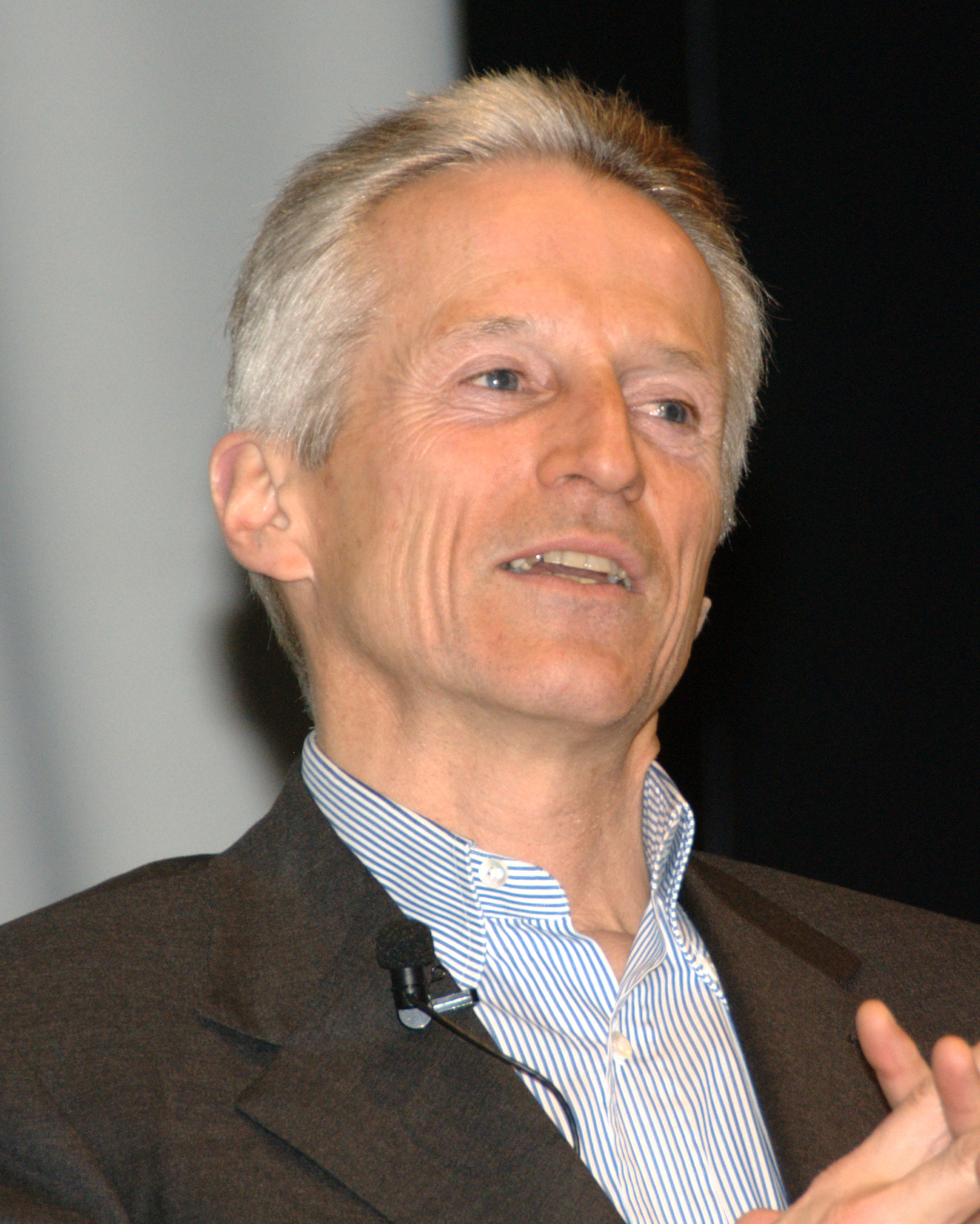
Fotografia de Riccardo Illy.

Les eleccions per a renova el consell regional del Friül – Venècia Júlia se celebraren el 8 de juny de 2003. El cens era d'1.092.125; i votats 701.536 (no vàlids 204.044), amb una afluència del 64,23%.
| Regió                 | Candidats                    | Candidats                        | Candidats                            | Candidats |
| Regió                 | Intesa Democratica           | Casa de les Llibertats           | Llibertat i Autonomia                |           |
| --------------------- | ---------------------------- | -------------------------------- | ------------------------------------ | --------- |
| Friül – Venècia Júlia | Riccardo Illy 358.591 (53,2) | Alessandra Guerra 291.012 (43,2) | Giuseppe Ferruccio Saro 24.206 (3,6) |           |

| ←Eleccions de 1998 Resultats del 2003 Eleccions de 2008→ |         |          |        |
| Partits                                                  | vots    | vots (%) | escons |
| Demòcrates d'Esquerres (DS)                              | 82.874  | 16,7%    | 10     |
| La Margherita (DL)                                       | 73.548  | 14,8%    | 9      |
| Ciutadans pel President – Una regió en comú (CpP)        | 37.440  | 7,5%     | 5      |
| Rifondazione Comunista (PRC)                             | 24.835  | 5,0%     | 3      |
| Itàlia dels Valors (IDV)                                 | 7.485   | 1,5%     | 1      |
| Partit dels Comunistes Italians (PDCI)                   | 7.450   | 1,5%     | 1      |
| Federació dels Verds (VERDI)                             | 7.091   | 1,4%     | 1      |
| Partit dels Pensionistes                                 | 5.751   | 1,2%     | 1      |
| Unió de Demòcrates per Europa (UDEUR)                    | 3.645   | 0,7%     | -      |
| Total Intesa Democratica                                 | 250.119 | 50,3%    | 31     |
| Forza Italia (FI)                                        | 107.461 | 21,6%    | 11     |
| Alleanza Nazionale (AN)                                  | 57.956  | 11,6%    | 5      |
| Lliga Nord (LN)                                          | 46.409  | 9,3%     | 4      |
| Unió dels Demòcrates Cristians i de Centre (UDC)         | 21.497  | 4,3%     | 2      |
| Total Casa de les Llibertats                             | 233.323 | 46,80%   | 22     |
| Llibertat i Autonomia                                    | 14.050  | 2,8%     | -      |
| Total                                                    | 497.492 | 100,00   | 53     |

## Junta regional
President
- Riccardo Illy (Intesa Democratica)

Vicepresident
- Gianfranco Moretton (La Margherita) - Assessor d'ambient, protecció civil i obres públiques

Junta regional
- Roberto Antonaz (PRC) - educació, cultura, esport i pau
- Ezio Beltrame (DS) - salut i protecció social
- Enrico Bertossi (La Margherita) - activitat productiva
- Roberto Cosolini (DS) - lavoro, formazione, università e ricerca
- Michela Del Piero (CpP) - programació de recursos econòmico-financers
- Franco Iacop (La Margherita) – relacions amb la UE i autonomia local
- Enzo Marsilio (La Margherita) - recursos agrícoles, naturals, forestals i muntanya
- Gianni Pecol Cominotto (CpP) - organització del personal
- Lodovico Sonego (DS) - energia, mobilitat i infraestructures

President del Consell Regional
- Alessandro Tesini (DS)